# Emily Beihold
Emily Mahin Beihold (* 21. Januar 1999 in Los Angeles, Kalifornien), bekannt als Em Beihold, ist eine US-amerikanische Sängerin und Songwriterin.

## Karriere
Beihold veröffentlichte ihre erste eigene EP im Jahr 2017 mit dem Titel Infrared. Im Jahr 2020 veröffentlichte Beihold ihre Single City of Angels, welche große Aufmerksamkeit auf der Social-Media-Plattform TikTok erzielte. Ein Jahr später veröffentlichte Beihold ihren Song Groundhog Day, der ebenfalls große Aufmerksamkeit erzielte.
Anschließend wurde Beihold beim Label Republic Records unter Vertrag genommen, über das sie die Single Numb Little Bug veröffentlichte.

## Diskografie
Singles
- 2017: Infrared (EP Infrared)
- 2017: Child of the Moon (EP Infared)
- 2017: Calculated (EP Infared)
- 2017: Not Who We Were (Ep Infared)
- 2017: Thrown to the Wovles (EP Infared)
- 2017: Just Fine (EP Infared)
- 2018: Infrared (Neanderthal remix)
- 2019: Blink of an Eye
- 2020: Forgive Yourself
- 2020: City of Angels
- 2020: Painful Truth
- 2021: Drive by Lovers
- 2021: Nobody Else
- 2021: Groundhog Day
- 2022: Numb Little Bug (#19 der deutschen Single-Trend-Charts am 22. April 2022[5])
- 2022: Until I Found You (Stephen Sanchez feat. Em Beihold)
- 2023: Roller Coasters Make Me Sad
- 2023: Phone (mit Meduza & Samp Tompkins)

## Auszeichnungen für Musikverkäufe
| Goldene Schallplatte - Brasilien - 2024: für die Single Numb Little Bug Platin-Schallplatte - Brasilien - 2025: für die Single Phone | 2× Platin-Schallplatte - Kanada - 2023: für die Single Numb Little Bug - Neuseeland - 2023: für die Single Until I Found You 7× Platin-Schallplatte - Australien - 2024: für die Single Until I Found You |

Anmerkung: Auszeichnungen in Ländern aus den Charttabellen bzw. Chartboxen sind in ebendiesen zu finden.
| Land/RegionAuszeichnungen für Musikverkäufe (Land/Region, Auszeichnungen, Verkäufe, Quellen) | Gold     | Platin       | Verkäufe  | Quellen                   |
| -------------------------------------------------------------------------------------------- | -------- | ------------ | --------- | ------------------------- |
| Australien (ARIA)                                                                            | —        | 7× Platin7   | 490.000   | aria.com.au               |
| Brasilien (PMB)                                                                              | Gold1    | Platin1      | 60.000    | pro-musicabr.org.br       |
| Kanada (MC)                                                                                  | —        | 2× Platin2   | 160.000   | musiccanada.com           |
| Neuseeland (RMNZ)                                                                            | —        | 2× Platin2   | 60.000    | aotearoamusiccharts.co.nz |
| Vereinigte Staaten (RIAA)                                                                    | —        | Platin1      | 1.000.000 | riaa.com                  |
| Vereinigtes Königreich (BPI)                                                                 | Gold1    | —            | 400.000   | bpi.co.uk                 |
| Insgesamt                                                                                    | 2× Gold2 | 13× Platin13 |           |                           |